# Eleccions legislatives daneses de 1971
Les eleccions legislatives daneses de 1971 se celebraren el 21 de setembre de 1971. El partit més votat foren els socialdemòcrates i formaren govern primer Jens Otto Krag, i des de 1972 Anker Jørgensen. Durant el seu mandat Dinamarca va ingressar a la Comunitat Econòmica Europea.
| Partit                           | Líder             | Vots           | %              | Escons         | +/-            |                |
| -------------------------------- | ----------------- | -------------- | -------------- | -------------- | -------------- | -------------- |
| Socialdemokratiet                | Jens Otto Krag    | 1,074,777      | 37.3           | 70             | +8             |                |
| Det Konservative Folkeparti      | Poul Møller       | 481,335        | 16.7           | 31             | -6             |                |
| Venstre                          | Poul Hartling     | 450,904        | 15.6           | 30             | -4             |                |
| Det Radikale Venstre             | Hilmar Baunsgaard | 413,620        | 14.4           | 27             | -              |                |
| Socialistisk Folkeparti          | Sigurd Ømann      | 262,756        | 9.1            | 17             | +6             |                |
| Kristeligt Folkeparti            | Jacob Christensen | 57,072         | 1.9            | 0              | Nou            |                |
| Danmarks Retsforbund (E)         |                   | 50,231         | 1.7            | 0              | -              |                |
| Venstresocialisterne (Y)         |                   | 45,979         | 1.6            | 0              | -4             |                |
| Danmarks Kommunistiske Parti (K) |                   | 39,564         | 1.4            | 0              | -              |                |
| Schleswigsche Partei (S)         |                   | 6,743          | 0.2            | 0              | -              |                |
| Participació                     | Participació      | 88,7%          | 88,7%          | 88,7%          | 88,7%          | 88,7%          |
| Font                             | Font              | Folketinget.dk | Folketinget.dk | Folketinget.dk | Folketinget.dk | Folketinget.dk |